# Kesteren (Neder-Betuwe)

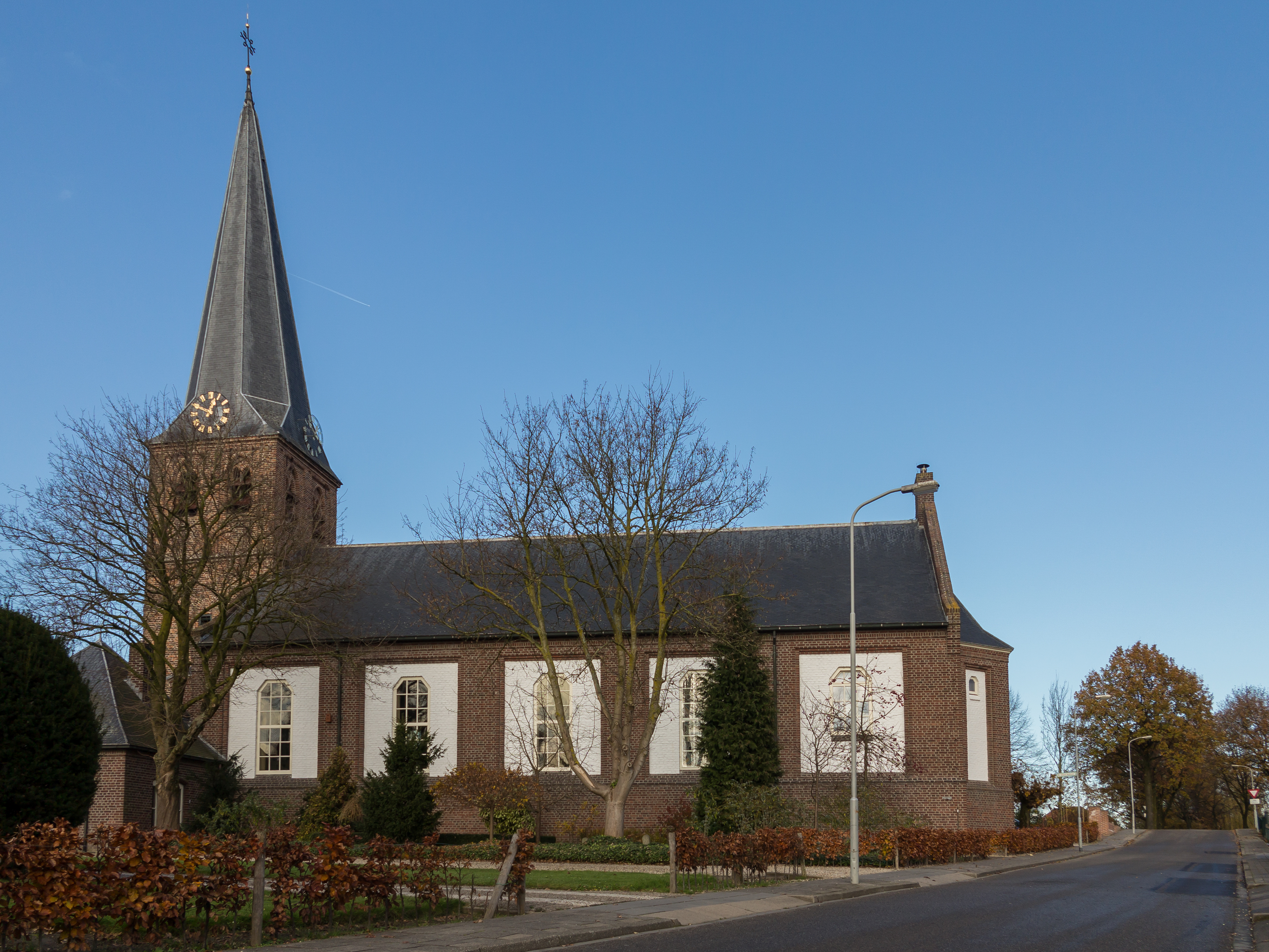
Kesteren, de Hervormde Kerk

Kesteren is een dorp in de gemeente Neder-Betuwe, in de Nederlandse provincie Gelderland. Per  1 januari 2023 telde Kesteren 7.160 inwoners. Het is het grootste dorp in de gemeente.
Kesteren is hoofdzakelijk op de agrarische sector gericht. De fruitteelt is belangrijk, maar ook boomkwekerijen zijn er veel te vinden. Industriële bedrijvigheid vindt met name plaats op industrieterrein 't Panhuis aan de oostkant van het dorp aan de weg naar het naburige Opheusden.
De bewoners zijn in meerderheid protestant. Voor het reformatorisch voortgezet onderwijs vervult Kesteren een streekfunctie. In het dorp bevindt zich een van de locaties van het Van Lodenstein College.

## Geschiedenis

### Herkomst naam
De naam Kesteren is waarschijnlijk een verbastering van het Romeinse woord castra. Er zijn archeologische bewijzen gevonden dat er een Romeinse legerplaats, of castra, aan de westzijde van het dorp gelegen heeft op een stroomrug aan de toenmalige zuidoever van de Rijn. De Rijn was de noordelijke begrenzing of limes van het Romeinse Rijk in deze streek. De castra of castellum was waarschijnlijk genaamd Carvo of Carvone, gebouwd voor het jaar 40. Nabij de Romeinse legerplaats lag naar alle waarschijnlijkheid een nederzetting, welke in de derde eeuw na christus min of meer verlaten is.

### Middeleeuwen
In de 13e eeuw werd de eerste stenen kerk van Kesteren gebouwd, die waarschijnlijk een oudere houten voorganger verving. In de 15e/16e eeuw werd deze kerk vervangen door nieuwbouw.
Rond 1300 begon men in de regio met de aanleg van dijken waardoor bewoning en landbouw eenvoudiger werden. In de loop der jaren nam de landbouw langzaam toe, maar door de zware klei was dit niet eenvoudig.

### Gemeenteindeling
Van 1811 tot 1818 behoorde het dorp Kesteren bij de gemeente Lienden. Op 1 januari 1818 werd de gemeente Kesteren gevormd uit de gemeente Heusden (Ge) en een deel van de gemeente Lienden. Op 1 januari 1822 werd de gemeente uitgebreid met de opgeheven gemeente Lede en Oudewaard. Op 1 januari 2002 werden de gemeenten Dodewaard en Echteld bij Kesteren gevoegd. De naam van de fusiegemeente werd op 1 april 2003 veranderd in Neder-Betuwe.

### Tweede Wereldoorlog
Tijdens de mobilisatie in 1939 werd de linie Ochten-de Spees Kesteren (zie: Lijst van rijksmonumenten in Kesteren), onderdeel van de Grebbelinie, in ere hersteld en bemand. In oorlogstijd was even ten zuiden van Kesteren het Kamp Overbroek gelegen. De kerk raakte ernstig beschadigd en moest na de oorlog grotendeels worden herbouwd.

### Periode na de Tweede Wereldoorlog
Sinds 2002 staat er een nieuwe korenmolen in het dorp, De Zwaluw.
Het dorp Kesteren groeit. Vanaf 2014 werd Kesteren ten zuiden van de spoorlijn aan de zuidkant van het dorp uitgebreid met de nieuwbouwwijk Casterhoven met 600 woningen. In 2024 kwamen de eerste bewoners naar de nieuwe wijk Hoge Wei die 350 woningen zal tellen.

## Verkeer en vervoer
Toen in 1882 de spoorlijn Elst - Dordrecht werd aangelegd leefde de lokale economie snel op. Met name door de snelle transportroute kon fruit vers vervoerd worden en nam de betekenis van de Betuwe als fruitteeltregio toe. In 1886 werd ook de lijn van Amersfoort naar Kesteren geopend. Het station Kesteren was een belangrijke aanjager voor het dorp. Door de samenkomst van twee belangrijke spoorlijnen en veel goederenverkeer waren de spoorwegen nog eens een belangrijke werkgever.
In 1955 werd de noord-zuidroute van Veenendaal naar Oss via een veerpont over de Waal bij Ochten aangelegd door de provincie Gelderland, later de N233. Dit was een vierstrooksweg - dwars door het dorp - die op regionaal niveau een belangrijke verkeersader was en aansloot op het rijkswegennet. Al in 1960 werden opties bekeken voor een rondweg, deze werd echter pas in 1980 aangelegd om het dorp te ontzien. Op de rondweg staat bijna dagelijks file tussen de aansluiting met de N320 en de brug over de Rijn bij Rhenen.
In juli 1964 werd de A15 geopend tussen Tiel en Kesteren, aansluitend op het bestaande traject ten westen van Tiel. Dit was een belangrijke verbetering in de bereikbaarheid van het gebied.

### Openbaar vervoer
De volgende buslijnen rijden door het dorp: 
- Lijn 44 Tiel - Maurik - Eck en Wiel - Ingen - Ommeren - Lienden - Kesteren - Rhenen - Wageningen (streekbus)
- Lijn 45 Tiel - Echteld - Ijzendoorn - Ochten - Kesteren - Rhenen - Wageningen (streekbus)
- Lijn 237 Heteren - Randwijk - Zetten - Andelst - Dodewaard - Opheusden- Kesteren (buurtbus)

## Sport
- Voetbalvereniging VV Kesteren
- Korfbalvereniging Kesteren
- Tennisvereniging De Kersenplukkers

## Onderwijs
Het dorp heeft drie basisscholen: Het Kompas, De Wegwijzer en OBS Dalton het Pallet. Daarnaast zijn er drie middelbare scholen: Van Lodenstein College, Pantarijn en Yuverta.

## Geboren
- Nienke Brinkhuis (1971), actrice en presentatrice
- Vinchenzo Tahapary (1999), zanger

## Bekende inwoners
- Johannes van Zanten (1911-1944), uitvoerder NHM en leidinggevend verzetsstrijder in WOII
- Dick van Zanten (1936-2021), Nederlands langebaanschaatser en sportbestuurder